# 1980 en Colombie-Britannique
Chronologie de la Colombie-Britannique
- 1976
- 1977
- 1978
- 1979
- 1980
- 1981
- 1982
- 1983
- 1984

Cette page concerne des événements qui se sont produits durant l'année 1980 dans la province canadienne de Colombie-Britannique.

## Politique
- Premier ministre : Bill Bennett
- Chef de l'Opposition :  Dave Barrett[1] du Nouveau Parti démocratique de la Colombie-Britannique
- Lieutenant-gouverneur : Henry Pybus Bell-Irving
- Législature :

## Événements
- Mise en service :
  - du  McPhee Bridge  , pont routier de 274 mètres de longueur situé à Cranbrook[2].
  - à Princeton du  Similkameen Ore Conveyor Bridge , pont convoyeur suspendu d'une longueur de 404 mètres et qui surplombe la fond de la vallée de 210 mètres[3].
- Samedi 12 avril : Terry Fox, un athlète venant de la Colombie-Britannique, commence sa course du Marathon de l'espoir à travers le Canada dans le but de soutenir la recherche contre le cancer.

- Lundi 1er septembre : en raison d'une aggravation de son cancer, Terry Fox est contraint d'arrêter sa course.

## Naissances
- Charles Demers (en), écrivain.

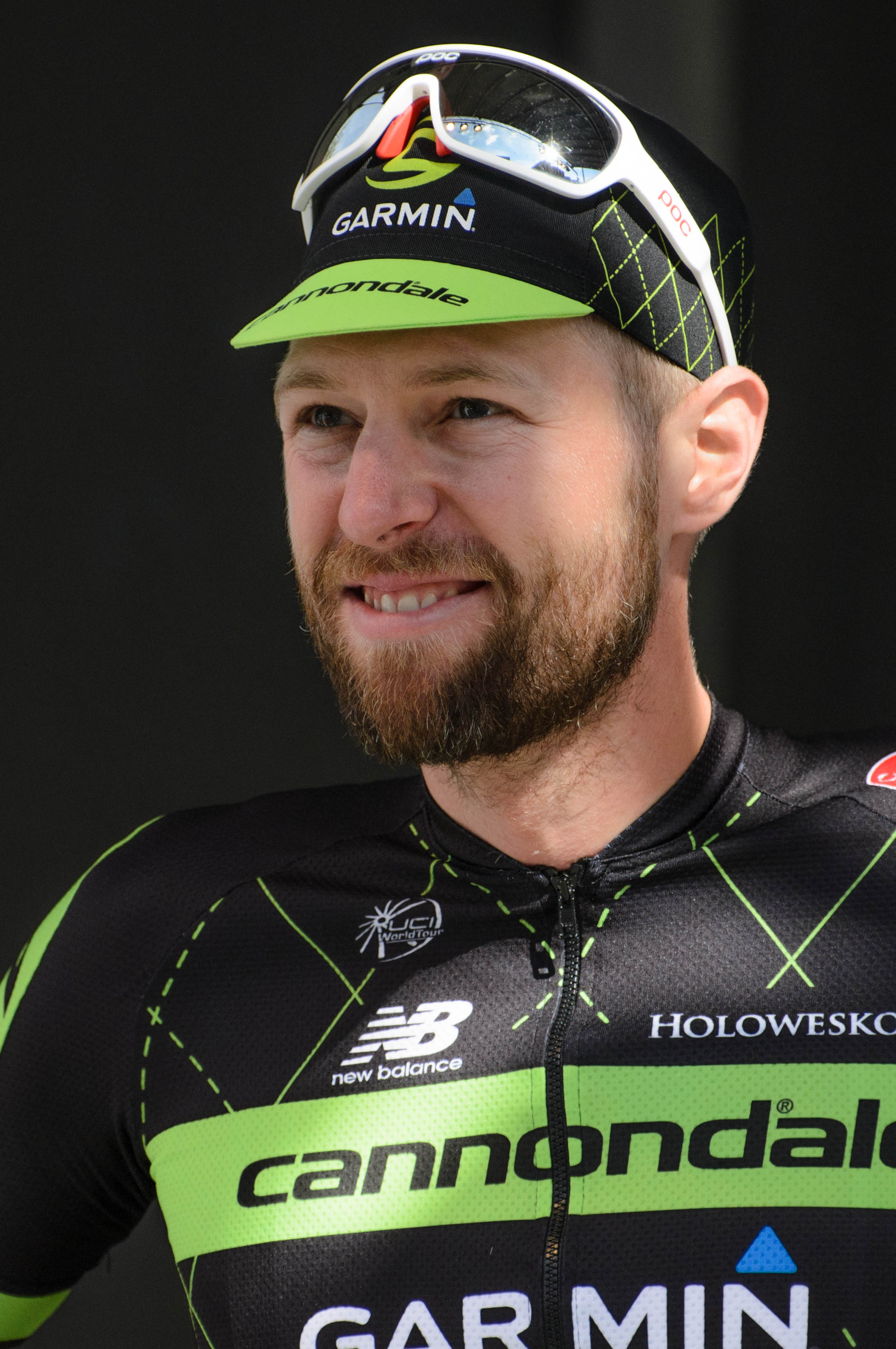
Ryder Hesjedal.

- 18 janvier à Burnaby : Jason LaBarbera , joueur professionnel canadien de hockey sur glace évoluant au poste de gardien de but[4].

- 5 juin à Burnaby : Greg Zanon , joueur professionnel de hockey sur glace évoluant au poste de défenseur.

- 14 juillet à Victoria (Colombie-Britannique) : Chad Faust, acteur canadien.

- 8 août à Abbotsford : John Cannon, mort le 19 mars 2016, est un joueur de rugby à XV évoluant au poste de  centre, international canadien entre 2001 à 2005, période où il obtient 31 sélections.

- 2 octobre à Victoria (Colombie-Britannique) : Erinne Willock , coureuse cycliste canadienne, membre de l'équipe Webcor Builders. Elle a notamment été médaillée d'argent du contre-la-montre aux championnats panaméricains en 2006.

- 9 novembre à Cranbrook: Benjamin Rutledge , rameur canadien.

- 9 décembre à Victoria : Ryder Hesjedal, coureur cycliste canadien. Il a commencé sa carrière en VTT cross-country et a notamment été champion du monde de relais par équipes en 2001 et 2002, et vice-champion du monde en 2003. Il est ensuite devenu professionnel sur route de 2004 à 2016. Après avoir terminé cinquième du Tour de France 2010, il remporte son premier et unique grand tour lors du Tour d'Italie 2012. Il s'agit de la première victoire d'un grand tour pour un Canadien. Parmi ses autres victoires importantes, il est devenu le premier coureur de son pays à gagner des étapes sur le Tour d'Espagne.